# Worms: Open Warfare 2
Worms: Open Warfare 2 — видеоигра серии Worms в жанре пошаговая стратегия, разработанная студиями Team17 и Two Tribes и изданная компанией THQ для портативных игровых платформ PlayStation Portable и Nintendo DS в 2007 году. Является сиквелом игры Worms: Open Warfare. В России была локализована компанией «СофтКлаб» и выпущена под названием «Worms: Открытая война 2».

## Игровой процесс
Уровни в игре построены с применением двухмерной графики и бокового сайд-скроллинга. На них присутствуют от двух до нескольких команд игровых персонажей-червей.
Игровой процесс заключается в следующем. Команды воюют друг с другом на случайно генерируемых ландшафтах из разных веков. Команды по очереди по отведённому им времени пытаются уничтожить своих противников-червяков с помощью оружия, изощренных тактик и всего, до чего они могут добраться на своем пути. Червяки умирают, когда полностью теряют запас здоровья или тонут.
В одиночной игре доступны несколько режимов: Puzzle (Головоломка), Campaign (Кампания), Time Attack (Атака на время) и Training (Тренировка). 
- Campaign. В этом режиме игрок получает задание уничтожить вражеских червяков; действие происходит в различных временных эпохах.
- Puzzle. Здесь нужно убить всех вражеских червяков, собрать ящики или добраться до выхода.
- Time Attack. В этом режиме нужно добраться до выхода за ограниченное время.

## Оценки и мнения
| Сводный рейтинг       | Сводный рейтинг | Сводный рейтинг |
| Издание               | Оценка          | Оценка          |
| Издание               | DS              | PSP             |
| --------------------- | --------------- | --------------- |
| GameRankings          | 80,39 %         | 80,76 %         |
| Metacritic            | 81/100          | 80/100          |
| Иноязычные издания    |                 |                 |
| Издание               | Оценка          | Оценка          |
| Издание               | DS              | PSP             |
| Eurogamer             | N/A             | 8/10            |
| GameSpot              | N/A             | 7/10            |
| GameSpy               | N/A             | [ 9 ]           |
| IGN                   | N/A             | 8,7/10          |
| Nintendo World Report | 9,5/10          | N/A             |

Рецензенты информационного сайта IGN положительно оценили онлайновый многопользовательский режим, а также возможность создавать собственные игровые карты.
В то же время другой информационный сайт — GameSpot — отметил среди недостатков игры то, что она «слишком отличается от предыдущих игр серии». Однако критикам понравились многопользовательский режим и большее количество доступных видов вооружения.